# Rihei Sano
Rihei Sano (佐野 理平 Sano Rihei?) (21 de septiembre de 1912-26 de marzo de 1992) fue un jugador de fútbol japonés.

## Biografía
Sano nació en Shizuoka. Él jugó para el Waseda WMW y fue parte de la Selección de fútbol de Japón para los Juegos Olímpicos de Berlín en 1936. Muere el 26 de marzo de 1992.

## Estadísticas de la selección
| Selección de Japón | Selección de Japón | Selección de Japón |
| Año                | Part.              | Goles              |
| ------------------ | ------------------ | ------------------ |
| 1936               | 2                  | 0                  |
| Total              | 2                  | 0                  |